# Le Hohwald
 Le Hohwald (en alsacià de Hoowàld) és un municipi francès, situat a la regió del Gran Est, al departament del Baix Rin. L'any 1999 tenia 861 habitants.
Forma part del cantó d'Obernai, del districte de Sélestat-Erstein i de la Comunitat de comunes del Pays de Barr.

## Demografia
| 1962 | 1968 | 1975 | 1982 | 1990 | 1999 |
| ---- | ---- | ---- | ---- | ---- | ---- |
| 465  | 480  | 461  | 402  | 360  | 386  |

## Administració
| Període   | Identitat       | Partit |
| --------- | --------------- | ------ |
| 2001-2008 | Gérard Hazemann |        |
| 2008-     | Michel Gewinner |        |